# Parafia Świętej Trójcy w Pskowie
Parafia Świętej Trójcy w Pskowie – rzymskokatolicka parafia znajdująca się w Pskowie, w archidiecezji Matki Bożej w Moskwie w regionie północno-zachodnim.

## Historia
Pierwszy kościół katolicki w Pskowie powstał w XIII w..
W 1804 car Aleksander I Romanow zezwolił na sprawowanie posługi w Pskowie przez kapelana katolickiego oraz nakazał użyczyć do celów kultu katolickiego jedną z nieużywanych cerkwi. Katolicy wyremontowali budynek i poświęcili go ku czci Świętej Trójcy.
W 1855 wybudowano nowy kościół konsekrowany 23 czerwca 1857 przez ks. infułata Antoniusza Fiałkowskiego. Zbudowano również kaplicę cmentarną. Do parafii należały również kaplice w okolicznych miejscowościach. Parafia prowadziła szkoły i dom dziecka. Kazania głoszone były w języku polskim. Słownik geograficzny Królestwa Polskiego z 1888 podaje, że parafia liczyła 2837 wiernych. Należała do dekanatu petersburskiego archidiecezji mohylewskiej.
W 1934 komuniści zamknęli kościół, a katolików poddali prześladowaniom. Kaplica cmentarna została rozebrana po II wojnie światowej.
28 maja 1992 osoby świeckie zarejestrowały parafię. W tym roku do Pskowa przybył też kapłan. Od 1993 działała tymczasowa kaplica. Kościół nie został zwrócony przez władze, które w zamian przyznały działkę pod budowę nowej świątyni. Budowa była przerywana przez władze lokalne na skutek protestów cerkwi prawosławnej.

## Proboszczowie
- ks. Krzysztof Pożarski (1992 - 1996)
- ks. Adam Stychen (1996 - 1999)
- ks. Krzysztof Karolewski (1999 - 2021)
- ks. Siergiej Alchimjonok (od 2021)